# Вальвиньер
Вальвинье́р (фр. и окс. Valvignères) — коммуна во Франции, находится в регионе Рона — Альпы. Департамент коммуны — Ардеш. Входит в состав кантона Вивье. Округ коммуны — Прива.
Код INSEE коммуны 07332.

## Население
Население коммуны на 2008 год составляло 421 человек.
| 1962 | 1968 | 1975 | 1982 | 1990 | 1999 | 2008 |
| ---- | ---- | ---- | ---- | ---- | ---- | ---- |
| 329  | 341  | 311  | 318  | 336  | 377  | 421  |

## Экономика

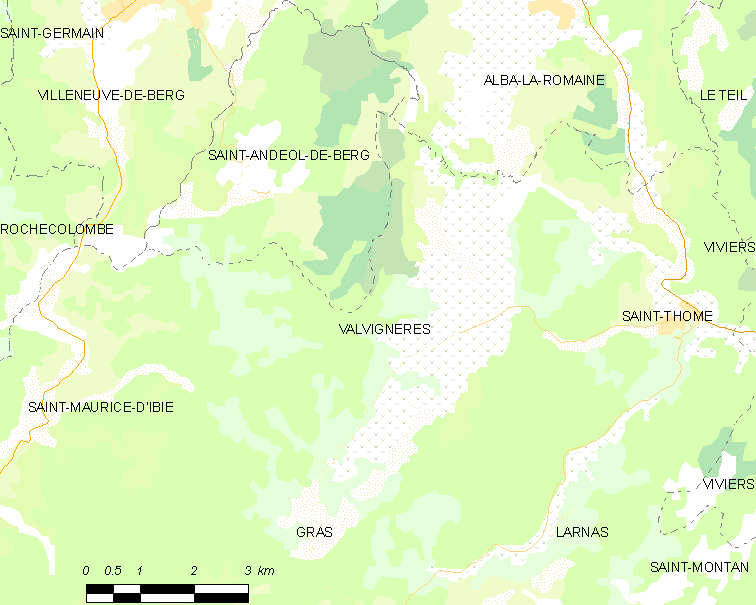
Карта коммуны

В 2007 году среди 257 человек в трудоспособном возрасте (15-64 лет) 189 были экономически активными, 68 — неактивными (показатель активности — 73,5 %, в 1999 году было 66,7 %). Из 189 активных работали 172 человека (95 мужчин и 77 женщин), безработных было 17 (7 мужчин и 10 женщин). Среди 68 неактивных 20 человек были учениками или студентами, 25 — пенсионерами, 23 были неактивными по другим причинам.